# Emma Silfverstolpe
Emma Julia Wilhelmina Silfverstolpe, född Wensjoe den 3 december 1841 i Uppsala, död den 2 september 1911 på Lidingö, var en svensk översättare.
Mellan 1883 och 1909 översatte Silfverstolpe runt 100 böcker, huvudsakligen från engelska och huvudsakligen ungdomsböcker. Hon är begravd på Rö kyrkogård.

## Översättningar (urval)
- Charlotte Mary Yonge: Stordåd och ädla handlingar från skilda tider och länder (Fritze, 1883)
- Robert Louis Stevenson: Ny tusen och en natt (Fritze, 1884)
- Lucy Bethia Walford: En bra flicka (Fritze, 1890)
- George Alfred Henty: En dugtig pojke, eller hur Georg Andrews slog sig fram i verlden (Fritze, 1891)
- Frances Hodgson Burnett: Josés vackra syster : novell (Svenska dagbladet, 1891)
- Mrs Alexander: Langdales arfgods (Askerberg, 1891)
- L. T. Meade: Annie Forest eller Lifvet på Rosenhill (Fritze, 1892)
- Ivan Vazov: Under oket (Hierta, 1894)
- Rosa Mulholland: Det gamla slottet (Fritze, 1896)
- Theodora C. Elmslie: Lavenders prästgård (Fritze, 1896)
- Helena Brooks: Lord Lyntons myndling (Fritze, 1896)
- Curtis Yorke: Familjen Ruthven (Geber, 1897)
- Martha Livingston Moodey: En liten millionär (Fritze, 1897)
- Edith C. Kenyon: Johanniter-riddaren (Fritze, 1897)
- Katherine Tynan: Mina syskon (Fritze, 1899)
- Susan Coolidge: Berättelser (Fritze, 1899)
- Geraldine Mockler: Fyra systrar (Fritze, 1900)
- Isabel Stuart Robinson: En flicka utan ärelystnad (Fritze, 1901)
- Jessie Mansergh: Klöfverbladet (Fritze, 1901)
- Sabine Gould: Baring-smugglarens brud (Nya Dagligt Allehanda, 1901)
- Florence Marryat: Eudora (1902)
- Nowell Cay: Förmätna anspråk (Nya Dagligt Allehanda, 1902)
- S. M. Callwell: Nya hemmet (Fritze, 1902)
- May Baldwin: Kamraternas stolthet (1903)
- Mrs George de Horne Vaizey: Hetty i London (Fritze, 1905)
- Lilian Turner: Två systrar (Fritze, 1907)
- Bessie Marchant: Ingen vanlig flicka (Fritze, 1908)